# Wangelija Raczkowska
Wangelija Raczkowska (ur. 19 lipca 1997 w Płowdiwie) – bułgarska siatkarka, reprezentantka kraju, grająca na pozycji przyjmującej. 

## Sukcesy klubowe
Mistrzostwo Bułgarii:
- 2016
- 2018, 2019, 2020
- 2017

## Sukcesy reprezentacyjne
Mistrzostwa Świata U-23:
- 2017

Liga Europejska:
- 2021[4]